# Escala de tons
L'escala de tons és una escala musical constituïda exclusivament per intervals d'un to (segona major). L'escala de tons és una escala hexàtona, o sigui, constituïda per sis sons diferents, ja que el setè so resulta ser l'octava de la nota de partida o bé la seva enharmonia.
Malgrat que a vegades se l'anomena simplement escala hexàtona, no és l'única escala de 6 sons, ja que l'escala augmentada, pròpia del jazz també és una escala hexàtona, constituïda per dos acords augmentats intercalats.
Gràcies a la seva total simetria, només hi ha dues escales de tons diferents, les quals són les que es constitueixen des de dues notes a distància de semitò. Així doncs, qualsevol escala de tons resultarà enharmònica d'una d'aquestes dues possibilitats.